# Špiro Guberina
Špiro Guberina (Šibenik, 1933. március 1. – Zágráb, 2020. november 27.) horvát színész.

## Filmjei
Mozifilmek
- Oko božje (1960)
- Natječaj za crnu priču (1960)
- Kota 95 (1960)
- Svečanost (1962)
- Skerco za Marula (1962)
- Posljednji vitezovi (1963)
- Doktor Knok (1964)
- Ratna noć u muzeju Prado (1965)
- Pred odlazak (1967)
- Đavolji rep (1967)
- Ladanjska sekta (1967)
- Sjenke (1968)
- Agent iz Vaduza (1968)
- Posljednji Stipančići (1968)
- Poštanski sandučić (1968)
- Bilincsek (Lisice) (1969, hang)
- A u pozadini more (1969)
- Ta dobra duša (1970)
- Moji dragi susjedi (1972)
- Kipić (1972)
- Ljetni dan na otoku (1973)
- Golgota (1973)
- Timon (1973)
- A kis Mikula kapitány (Kapetan Mikula Mali) (1974, hang)
- Kad puške miruju (1975)
- Zec (1975)
- Đovani (1976)
- Istarska rapsodija (1978)
- Bombaški proces (1978)
- Ćutanje profesora Martića (1978)
- Ucjena (1982)
- Servantes iz Malog Mista (1982)
- Sustanar (1982)
- Tajna starog tavana (1984)
- Neka čudna zemlja (1988)
- A lyuk (Buža) (1988)
- Školjka šumi (1990)
- Tajna starog mlina (1991)
- Krhotine – Kronika jednog nestajanja (1991)
- Parizi-Istra (1991)
- Agonija (1998)
- Kanjon opasnih igara (1998)
- Transatlantic (1998)
- Nincs örökség balhé nélkül (Posljednja volja) (2001)
- Starci (2001)
- Tu (2003)
- Cappuccino zu Dritt (2003)
- I galebovi su se smijali (2005)
- Bella Biondina (2011)
- Iris (2012)
- Larin izbor: Izgubljeni princ (2012)
- O požudi i srcu (2013) – Tom
- Čudnovate zgode šegrta Hlapića (2013)
- Osmi povjerenik (2018)

Tv-filmek
- Zlatna nit
- Maratonci (1968)
- Dnevnik Očenašeka (1969)
- Fiškal (1970)
- Prosjaci i sinovi (1971)
- Klupa na Jurjevskom (1972)
- Izdanci iz opaljenog grma (1972)
- Ča smo na ovon svitu (1973)
- U registraturi (1974)
- Čovik i po (1974)
- Vrijeme ratno i poratno (1975)
- Nikola Tesla (1977)
- Jelenko (1980)
- Velo misto (1980–1981)
- Nepokoreni grad (1982)
- Bombaper  (Bombaski proces) (1984)
- Putovanje u Vučjak (1986)
- Dosije (1986)
- Tuđinac (1990)
- Novo doba (2002)
- Balkan Inc. (2006)
- Naša mala klinika (2006)
- Cimmer fraj (2006)
- Kazalište u kući (2008)
- Stipe u gostima (2008)
- Najbolje godine (2009)
- Dome slatki dome (2010)
- Periferija city (2010)
- Loza (2011–2012)
- Larin izbor (2012)
- Libar Miljenka Smoje oli ča je život vengo fantažija (2012)